# Route nationale 11 (Inde)
Pour les articles homonymes, voir Route nationale 11.
La Route nationale 11 (en anglais : National Highway 11, sigle NH 11), une route nationale  en Inde qui commence à Jaisalmer au Rajasthan et se termine à Rewari dans l’Haryana.

## Tracé
La NH 11 passe par Myajlar, Pithala, Jaisalmer, Pokharan, Ramdevra, Phalodi, Bap, Diyatra Gajner, Bikaner, Sri Dungargarh, Rajaldesar, Ratangarh, Rolsabsar, Fatehpur, Tajsar, Mandawa, Jhunjhunu, Bagar, Chirawa, Singhana, Pacheri, Narnaul, Ateli, et Rewari,.